# Christof Nel
Christof Nel (* 7. April 1944 in Stuttgart; † 6. August 2024) war ein deutscher Theater- und Opernregisseur.

## Leben
Christof Nel war der Sohn des Bratschisten und Klavierbegleiters Rudolf Nel (1908–1991) und der Sängerin Lore Fischer, die Schauspielerin Kristina Nel ist seine Schwester. Nel studierte nach dem Abitur Kunstgeschichte und Theaterwissenschaft in München. Er begann seine Theaterlaufbahn als Schauspieler und war an der Schaubühne am Halleschen Ufer bei Peter Stein engagiert.
Nach ersten Regiearbeiten in Köln folgten Inszenierungen in Frankfurt am Main, am Staatstheater Stuttgart und am Schauspielhaus Hamburg. Weitere Stationen waren u. a. Bochum, Berlin, Basel, Hannover und Hamburg.
Gemeinsame interdisziplinäre und experimentelle Arbeiten inszenierte er mit Heiner Goebbels und William Forsythe am Theater am Turm Frankfurt.
Seit den 1980er Jahren inszenierte Christof Nel auch Musiktheater, u. a. an der Oper Frankfurt, der Berliner Staatsoper Unter den Linden, dem Nationaltheater München, der Staatsoper Stuttgart, der Staatsoper Hannover, Musiktheater im Revier Gelsenkirchen und am Nationaltheater Mannheim, an der ihm in der Spielzeit 2010/11 nach Meinung der Fachwelt eine der besten Inszenierungen der Oper Hoffmanns Erzählungen gelang. An der Komischen Oper Berlin führte Nel ab 1983 Regie im Bereich Oper.
Mehrere seiner Schauspiel-Inszenierungen wurden zum Berliner Theatertreffen eingeladen, so etwa in den 1970er Jahren seine Inszenierungen Rotter von Thomas Brasch und Antigone von Sophokles/Hölderlin sowie in den 1990er Jahren Alte Meister nach dem Roman von Thomas Bernhard.
Im Juni 2011 inszenierte Nel an der Oper Frankfurt die Oper Kullervo des finnischen Komponisten Aulis Sallinen. 2014 trat er noch einmal mit Mozarts Requiem am Stadttheater Gießen in Erscheinung, und seine Inszenierung von Verdis Don Carlos in Hannover (aus dem Jahr 2007) war dort noch bis 2018 zu sehen.
Christof Nel lehrte als Gastprofessor in Essen, Hamburg und von 2011 bis 2022 an der Akademie für Darstellende Kunst Baden-Württemberg, wo er zeitweise den Studiengang Regie leitete.

## Filmografie (Auswahl)
- 1970: Das Paradeisspiel (Fernsehen)
- 1971: Die Mutter (Fernsehen)
- 2008: Belshazzar (Fernsehen)